# Puruchuco
Il sito archeologico di Puruchuco, si trova in Perù nel distretto di Ate, poco distante da Lima, e risale al periodo fra il 1450 ed il 1532, detto Orizzonte Tardo della cultura Inca.
È ubicato ad un'altitudine di 200 metri nella valle del fiume Rímac (Valle del río Rímac), e l'etimologia del nome significa "Peperoncino rosso", (puca: rosso - arucha: peperoncino).

Scoperto nel 1956, gli scavi sono iniziati tardivamente nel 1999, diretti dall'archeologo peruviano Guillermo Cock, e le sale del Museo di Puruchuco, che era stato inaugurato nel dicembre 1960, sono state riallestite nel 2000 a seguito dell'avvio degli scavi, arricchendosi di molti importanti reperti.
Ciò che ha fatto diventare famoso il sito archeologico è l'avvenuto ritrovamento di oltre 2.200 mummie in ottimo stato di conservazione, appartenenti a diversi ceti sociali: nobili, artigiani ed artisti.

## Le mummie di Puruchuco
Le mummie erano sepolte con ricchi abiti ed arnesi di lavoro affinché i morti potessero continuare il proprio mestiere nell'aldilà. Molto presenti sono gli arnesi per la tessitura, nonché vasi, ceramiche e maschere.
I sovrani e i nobili defunti del Tahuantinsuyu subivano il processo di mummificazione e i corpi erano custoditi dalle famiglie nobili, dette Panaca. Le mummie dei nobili si distinguono
per alcuni ornamenti, come quello delle piume di pappagallo montate a ventaglio sul capo.
Tra le mummie che destano maggiore curiosità vi è quella del Re del Cotone,
così chiamata perché ricoperta da varie cappe del tessuto grezzo.
Altra mummia che ha incuriosito gli archeologi è la cosiddetta La Señorita, ritrovata in posizione eretta, sepolta assieme ai suoi due figli. La morte della giovane donna, di circa 20 anni, risale a dopo la conquista spagnola, fra il 1540 e il 1550. La mummia conserva lunghe trecce e capelli corvini, con abiti intessuti.

## Il Palazzo Inca
Nel centro cerimoniale di Puruchuco, dotato di molti palazzi e templi, si distingue il Palazzo Inca, una casa signorile costruita in adobe con un grande cortile dove si svolgevano i commerci. Intorno si estende la vasta necropoli.

## La ceramica
La ceramica locale denominata Ychma, si caratterizza per l'impiego di forme arrotondate, pasta marrone, ed è scarna rispetto alla consueta decoratività inca. Il vasellame è dipinto con pittura molto spruzzata in corrispondenza dei bordi.

## Tessitura
I motivi tessili di alcuni abiti rappresentano felini in posizione rampante e pesci.